# Конгрес-центр (Карлсруе)
49°00′10″ пн. ш. 8°24′05″ сх. д. / 49.0027° пн. ш. 8.40126° сх. д.
Конгрес-центр Карлсруе (нім. Kongresszentrum Karlsruhe) — найбільший міський конгрес-центр у Німеччині, під орудою Karlsruher Messe- und Kongress GmbH, розташований за декілька хвилин ходьби від головного залізничного вокзалу та має приблизно 20 000 м² виставкової площі в чотирьох залах, розташованих навколо Фестплац площею 10 000 м². 

До відкриття виставкового центру Карлсруе у 2003 році конгрес-центр також використовувався для ярмарків і публічних виставок. 
Серед іншого, тут проходив великий регіональний ярмарок Offerta та Learntec. 
У 1980 році в Штадтгалле відбулася установча партійна конференція Партії зелених.
Конгрес-центр складається з корпусів Штадтгалле, Концертгауз, Шварцвальдгалле і Гартеннгалле. 
Серце конгрес-центру Штадтгалле перебувало на реконструкції та закрито з середини 2017 року. 
Нанцигалле більше не є частиною конгрес-центру.

## Будівлі

### Штадтгалле

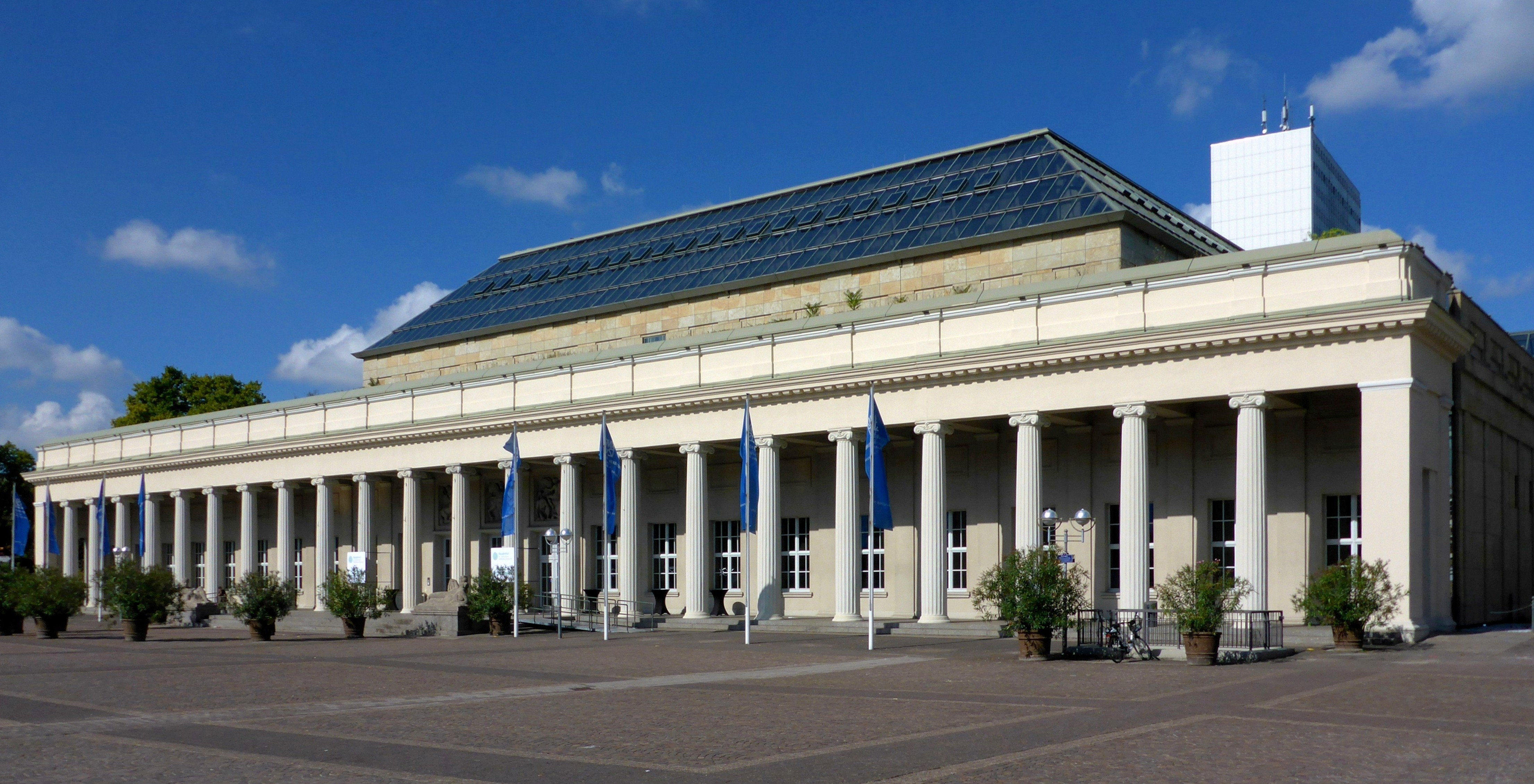
Штадтгалле

Штадтгалле має 5 конференц-залів на 4000 місць, 17 кімнат для семінарів і 3 фойє загальною площею 6000 м². 

Колонний вестибюль, що є пам’яткою архітектури, був перейнятий від попередньої будівлі, спочатку побудованої в 1915 році «Curjel & Moser» як виставковий зал. 
Сучасне Штадтгалле, побудовано за проектом  Германа Ротермунда та Крістін Ротермунд-Лембрюк та відкрито в 1985 році. 

### Концертгауз

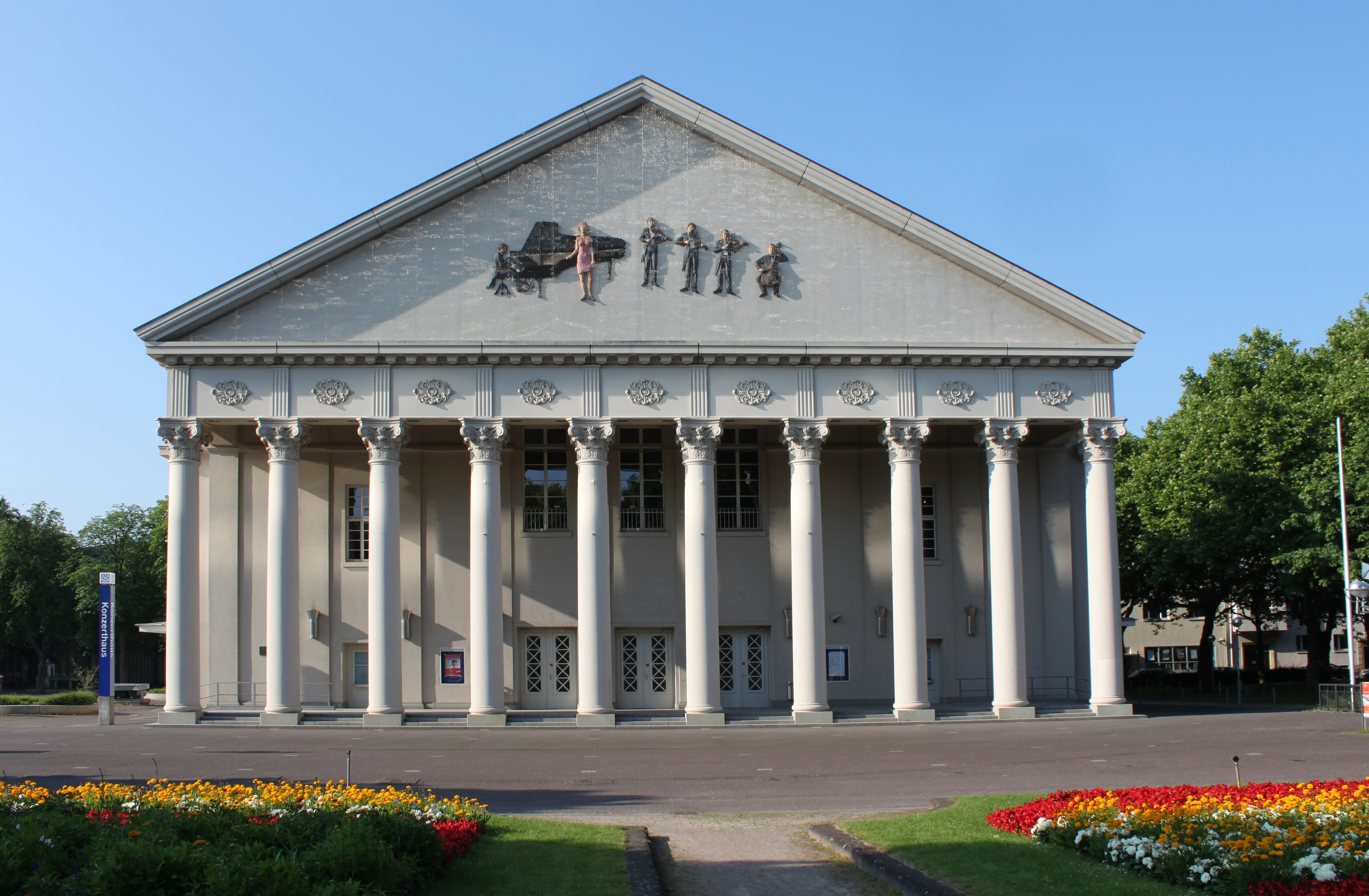
Концертгауз

Неокласичний концертний зал побудовано в 1913-15 рр. за планами архітекторів «Curjel & Moser». Зал має склад

з великого та малого залів, а також трьох кімнат для семінарів та двох фойє. 

Колонний портик, зруйнований під час Другої світової війни, відновлено лише в 1993/94 рр.. 

З 1996 року концертна сцена Штефана Балкеньголя з шістьма музикантами, зроблена з глазурованої кераміки, замінила рельєф «Народження Венери», який спочатку був розміщений на фронтоні. 

Після знищення театру на Шлоссплац в 1944 році та до відкриття нової будівлі на Еттлінгер-тор в 1975 році Концертгауз був тимчасовою домівкою для Баденського державного театру. 

### Шварцвальдгалле

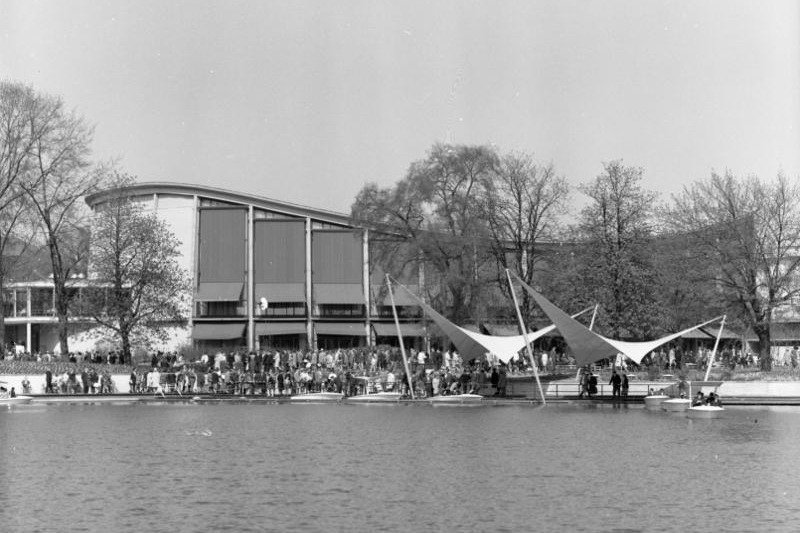
Шварцвальдгалле

Шварцвальдгалле, що є пам’яткою архітектури, спроектовано Еріхом Шеллінгом та Ульріхом Фінстервальдером і відкритий 19 серпня 1953 року лише через шість місяців будівництва. 

Самонесучий підвісний дах залу, що складається з шестисантиметрової бетонної «оболонки», вперше побудований у таких розмірах і привернув увагу фахівців всього світу. 

Всередині є 2575 м² виставкового простору без колон, альтернативно є місце для 3500 відвідувачів. 
Шварцвальдгалле з’єднаний із Гартеннгалле. 

### Гартеннгалле

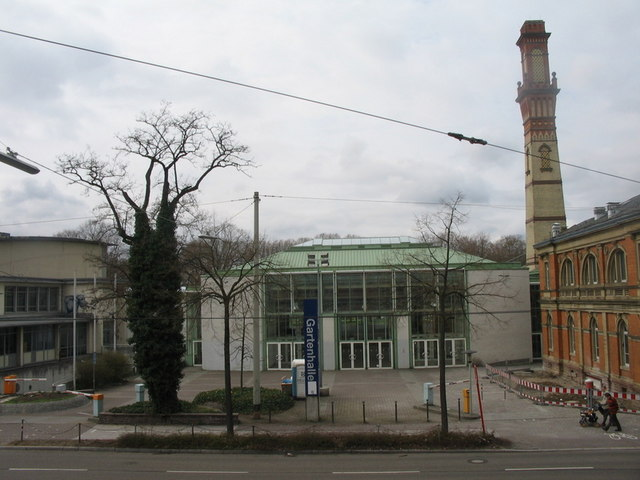
Гартеннгалле

Гартеннгалле має площу 5000 м², висоту стелі до 10 метрів і дуже високу місткість підлоги, що робить його придатним для виставок важкої техніки. 

Його відкрито в 1990 році на місці попередньої будівлі і, таким чином, є найновішим залом конгрес-центру. 
У будівлю вмонтований димохід старої опалювальної станції, яка залишилась як пам’ять. 

## Транспортне сполучення

### Підземна станція
Підземна станція штадтбану Конгресцентрум розташована на схід від виставкового комплексу, у тунелі південного відгалуження під Тріумфальною дорогою (Еттлінгерштрассе) і має дві колії 3-4. 
Станцію обслуговує декілька ліній штадтбану та одна трамвайна лінія. 
Станцію відкрито в грудні 2021 року.
| Штадтбан та трамвай         |
| --------------------------- |
| 2, S1, S11, S4, S52, S7, S8 |

### Трамвай (скасовано)
До відкриття підземної станції в безпосередній близькості від Конгрес-центру було дві трамвайні зупинки. 
Надземна зупинка Конгресцентрум (раніше: Фольксвонунг/Штаатстеатер) розташована на північний схід від чинної підземної станції, зупинка Концертгауз знаходиться на захід від Штадтгалле.

### Дорожній рух
Федеральна автомагістраль 10 прямує з півночі від конгрес-центру, забезпечуючи швидке сполучення з автострадою A5 через перехрестя Карлсруе-Мітте.